# Manabu Ikeda
Manabu Ikeda (池田 学 Ikeda Manabu?, nacido el 3 de julio de 1980 en Osaka) es un exfutbolista japonés. Jugaba de defensa y su último club fue el Shonan Bellmare de Japón.

## Trayectoria

### Clubes
| Club            | País  | Año         |
| --------------- | ----- | ----------- |
| Urawa Reds      | Japón | 1999 - 2002 |
| Shonan Bellmare | Japón | 2003 - 2004 |